# Theodor Dieter
Theodor Dieter (* 1951 in Neubulach) ist ein deutscher evangelischer Theologe.

## Leben
Er studierte evangelische Theologie und Philosophie in Heidelberg und Tübingen (Magisterarbeit 1978 Die Bedeutung des Nichtgegenständlichen in der Religionsphilosophie Karl Heims ab und Promotion zum Dr. theol. 1991 mit der Arbeit „Die philosophischen Thesen der Heidelberger Disputation Luthers und ihre Probationen. Ein kritischer Kommentar“). Von 1988 bis 1994 war er Assistent bei Oswald Bayer am Institut für Christliche Gesellschaftslehre der Universität Tübingen und lehrte politische Ethik und Wirtschaftsethik. 1998 wurde er mit der Studie „Der junge Luther und Aristoteles“ habilitiert. Er ist seit 1994 Forschungsprofessor am Institut für Ökumenische Forschung in Straßburg und von 1997 bis April 2018 dessen Direktor.
Er ist Pfarrer der Württembergischen Landeskirche. Seine Schwerpunkte sind die Theologie Martin Luthers, ihr mittelalterlicher Hintergrund und ihre gegenwärtige Bedeutung, der lutherisch/römisch-katholische Dialog und der Dialog mit den Mennoniten. 2017 wurde er mit dem Joseph-Ratzinger-Preis ausgezeichnet.

## Schriften (Auswahl)
- Der junge Luther und Aristoteles. Eine historisch-systematische Untersuchung zum Verhältnis von Theologie und Philosophie. Berlin 2001, ISBN 3-11-016756-5.
- als Herausgeber mit Wolfgang Thönissen: Vom Konflikt zur Gemeinschaft. Ökumenischer Gottesdienst zum gemeinsamen Reformationsgedenken 2017. Leipzig 2016, ISBN 3-374-04526-X.
- als Herausgeber mit Andrea Grillo und James Puglisi: Signs of forgiveness, paths of conversion, practice of penance. A reform that challenges all. Frankfurt am Main 2017, ISBN 3-631-72857-3.
- als Herausgeber: Lutherische Identität. Lutheran identity. Leipzig 2019, ISBN 3-374-06219-9.